# Gouverneur Kemble Warren
Gouverneur Kemble Warren (Cold Spring, 8 januari 1830 – Newport, 8 augustus 1882) was een ingenieur en generaal in de Amerikaanse Burgeroorlog.
Hij organiseerde de verdediging van Little Round Top tijdens de Slag bij Gettysburg.

## Militaire loopbaan
- Cadet United States Military Academy: 1 juli 1846 – 1 juli 1850[2]
- Brevet Second Lieutenant: 1 juli 1850[2]
- Second Lieutenant: 1 september 1854[2]
- First Lieutenant: First Lieut., Top. Engineers: 1 juli 1856[2]
- Lieutenant Colonel, 5th New York Volunteers: 14 mei 1861[2]
- Colonel, 5th New York Volunteers: 31 augustus 1861[2]
- Captain, Top. Engineers: 9 september 1861: Corps of Engineers: 3 maart 1863[2]
- Brevet Lieutenant Colonel: 27 juni 1862[2]
- Brigadier General, U. S. Volunteers: 26 september 1862[2]
- Major General, U. S. Volunteers: 3 maart 1863[2]
- Brevet Colonel: 4 juli 1863[2]
- Major, Corps of Engineers: 25 juni 1864[2]
- Brevet Brigadier General, U. S. Army: 13 maart 1865[2]
- Brevet Major General, U. S. Army: 13 maart 1865[2]
- Ontslag Volunteer Commission: 27 mei 1865[2]
- Lieutenant Colonel, Corps of Engineers: 4 maart 1879[2]